# Papp István (tanácselnök)
Papp István (?) Gödöllő tanácselnöke volt 1983–1990 között, majd az Országos Munkavédelmi és Munkaügyi Főfelügyelőség munkatársa, egyidőben elnöke volt.

## Életpályája
Papp István 1969-től az építőiparban beruházással, tervezéssel foglalkozott, majd 1980-tól a Pest megyei Beruházási Vállalat igazgatója volt. 1983-ban a Marx Károly Közgazdaságtudományi Egyetemen szerzett közgazdászdiplomát. 1983. szeptember 7. – 1990. január 17. között volt Gödöllő tanácselnöke volt. Elnöksége idején Gödöllőn nyilvánosak a helyi tanács ülései, azokhoz hozzá lehet szólni.  1992-től a Fővárosi Munkaügyi Központ ellenőrzési osztályvezetője. 1995-ben a Gödöllői Agrártudományi Egyetemen szerzett emberierőforrásmenedzser-szakon diplomát. 1997-től közel tíz évig az OMMF Fővárosi Felügyelőségén munkaügyi igazgató-helyettes. 2005 áprilistól az OMMF elnöke.
2008. december 17-én – az ellenőrzési főosztály vezetőjével együtt – az NNI gyanúsítottként kihallgatta és őrizetbe vette több rendbeli hivatali visszaélés megalapozott gyanúja miatt. A gyanú szerint munkaügyi szabálytalanságok miatt elmarasztalt cégeknek olyan hamis igazolásokat állítottak ki, amelyek felhasználásával a vállalkozók közbeszerzési pályázatokon indulhattak, és állami támogatásokat igényelhettek. 2011-ben vádemelés történt: közokirat-hamisítás bűntettével és három rendbeli hivatali visszaélés bűntettével vádolja az ügyészség. 2012. januárjában indult meg pere. 2013. január 17-én első fokon kilenc hónap letöltendő börtönbüntetésre ítélte a Fővárosi Törvényszék.
Négy gyermeke, öt unokája van (2007. augusztus). Lánya, Papp Csilla a gödöllői női kézilabda-csapat tagja volt.